# Буддизм в Новой Зеландии
Буддизм в Новой Зеландии — третья по числу последователей религия после христианства и индуизма, буддисты составляют 1,5% населения Новой Зеландии. Буддизм зародился в Азии и был привезён в Новую Зеландию иммигрантами из Восточной Азии.

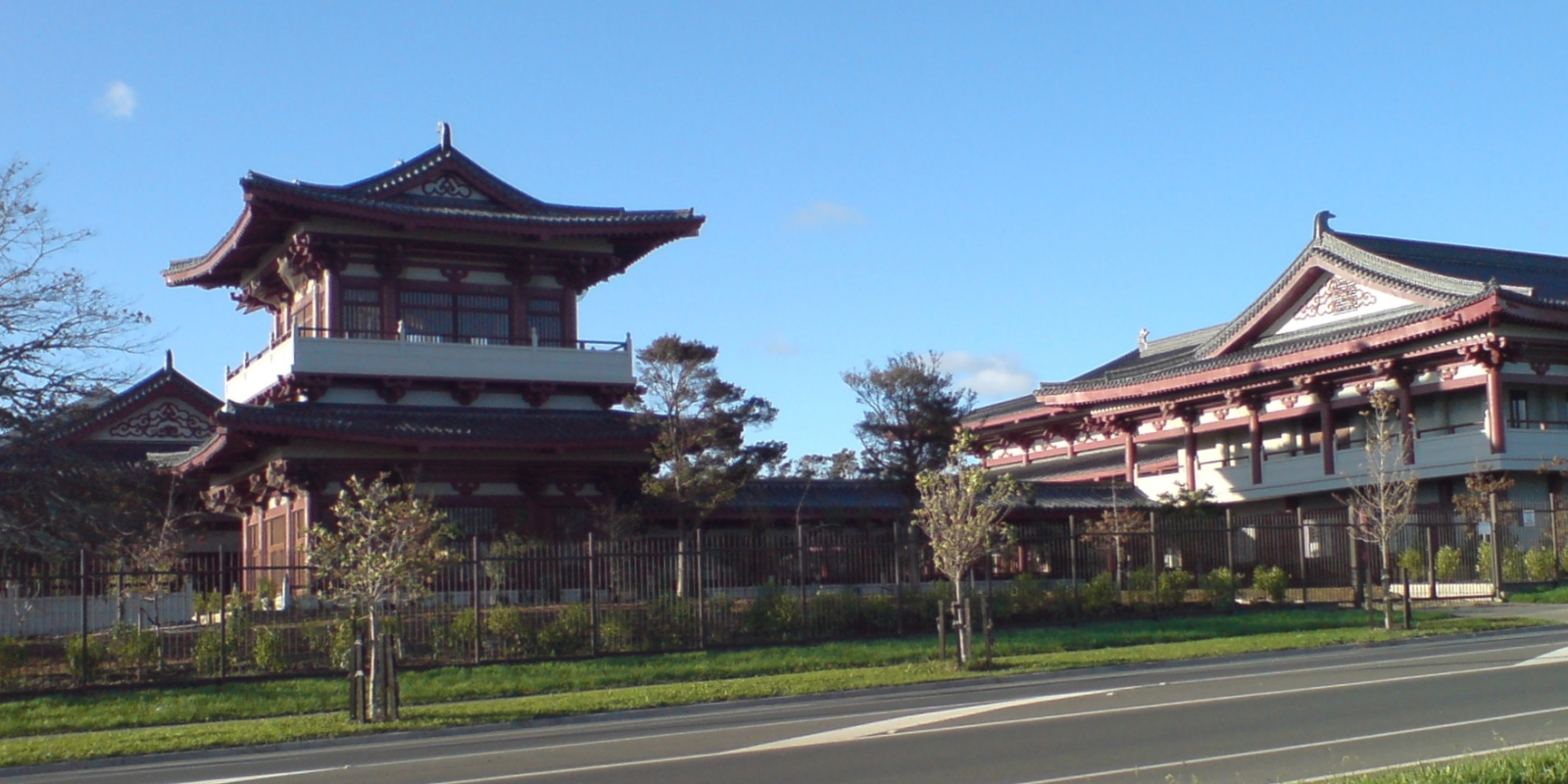
Храм Фо Гуан Шань в Окленде

## История
Первыми буддистами в Новой Зеландии были китайские землекопы на золотых приисках Отаго в 1860-х годах. Их число было небольшим, и перепись 1926 года, первая из включавших религию буддизма, зафиксировала только 169 человек. В 1970-х годах путешествия в азиатские страны и визиты буддийских учителей вызвали интерес к религиозным традициям Азии, и значительное число новозеландцев переняли буддийские практики и учения.
С 1980-х годов азиатские мигранты и беженцы принесли разнообразные формы буддизма в Новой Зеландии. В 2010-х годах более 50 групп, в основном в районе Окленд, соблюдали различные буддийские традиции в храмах, центрах, монастырях и ретрит-центрах. Многие общины мигрантов привезли священников или религиозных специалистов из своих стран, а их храмы и центры выступали в качестве координационных центров для конкретной этнической общины, предлагая языковое и религиозное обучение.
В 2008 году Шестая всемирная конференция по буддизму собрала ведущих учителей и учёных в Окленд под эгидой Новозеландского буддийского фонда. Буддийский совет Новой Зеландии был основан в 2007 году и состоял из 15 буддийских организаций. По состоянию на 2020 год насчитывается 32 членские организации. Они взаимодействуют с местными и национальными органами власти по вопросам, волнующим буддийские общины, поддерживают своих членов в административном отношении и способствуют диалогу и взаимопониманию между богатым разнообразием традиций в стране.

## Демография
Согласно переписи 2006 года, буддисты составляли 1,4% населения Новой Зеландии. По переписи 2013 года это число несколько увеличилось — до 1,5%. Большинство буддистов в Новой Зеландии — мигранты из Азии, при этом значительная часть новозеландцев обратилась в буддизм (от 15 000 до 20 000 человек). Согласно переписи 2013 года, в Новой Зеландии насчитывается около 58 440 буддистов. По оценкам, обращённые в буддизм составляют от 25% до 35% от всего буддийского населения Новой Зеландии. Перепись 2018 года насчитала 52 779 буддистов в Новой Зеландии.

## Современное общество
Согласно опросу, проведённому Университетом Виктории в Веллингтоне в 2019 году, было обнаружено, что новозеландцы считают буддистов религиозной группой, пользующейся наибольшим доверием в Новой Зеландии. Около 35% жителей Новой Зеландии полностью или в значительной степени доверяют буддистам.

## Буддийские храмы

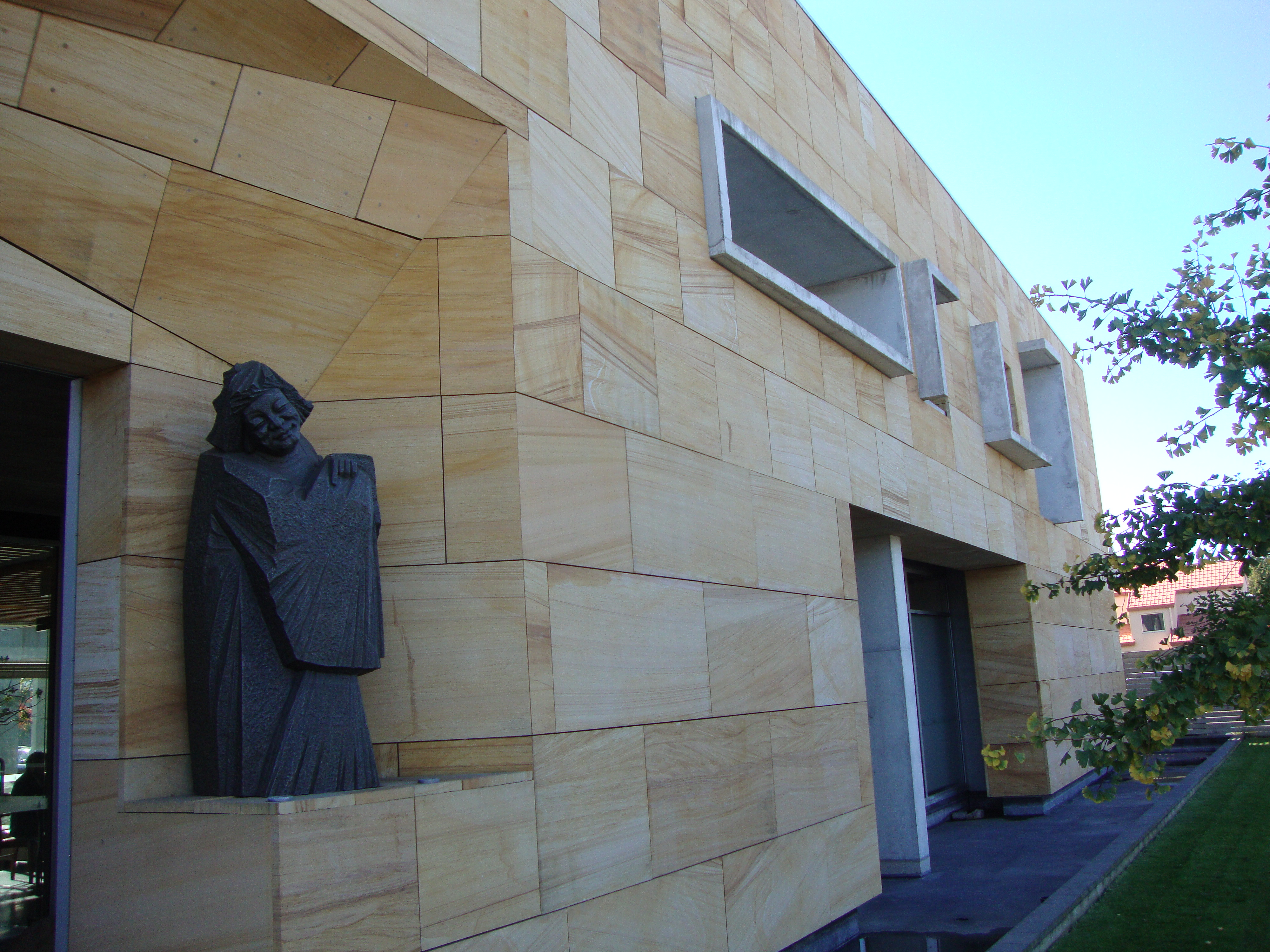
Международный буддийский центр в Риккартоне, Крайстчерч

В Новой Зеландии есть много буддийских храмов и центров, где новозеландские буддисты могут исповедовать свою религию. Самый большой из них — храм Фо Гуан Шань в Окленде. Международный буддийский центр на Риккартон-роуд в Крайстчерче открылся в 2007 году; он был разработан Warren and Mahoney. Закрытый после землетрясения в Крайстчерче в 2011 году храм вновь открылся в августе 2016 года. И монастырь Бодхиньянарама, и буддийский монастырь Вимутти принадлежат лесной традиции Аджан Ча.